# Fly (singel Nickelback)
Fly – pierwszy singel kanadyjskiej grupy muzycznej Nickelback pochodzący z debiutanckiego studyjnego albumu Curb, wydanego w 1996 roku. Piosenka trwa 2 minuty i 53 sekundy, i jest najkrótszym utworem znajdującym się na płycie. Tekst utworu napisał Chad Kroeger, kompozytorem jest wspólnie cały zespół. Utwór znalazł się także na minialbumie grupy, Hesher, które poprzedzało wydanie albumu Curb. Utwór został nagrany pod okiem producenta Jeffa Boyda w studiu Crosstown. Miksem utworu zajął się Larry Anschell, a masteringiem Anschell i George Leger w Utopia Parkway.

## Znaczenie tekstu
Tekst piosenki opowiada o tym, jak wokalista grupy Chad Kroeger jako dziecko, często zastanawiał się gdzie idzie człowiek po śmierci, czy do nieba czy do piekła. Często to pytanie zadawał swojej matce która mówiła mu, że tylko dobrzy idą do nieba, a źli do piekła.
Do utworu został nakręcony teledysk. Piosenka była odtwarzana w miejscowych stacjach radiowych, nie odniosła jednak większego sukcesu, było to spowodowane brakiem promocji. Utwór został wykorzystany na soundtracku do niezależnego filmu Horsey z 1997 roku. Singel ukazał się nakładem małej niezależnej wytwórni kanadyjskiej Shoreline Records, z którą zespół podpisał kontrakt w 1997 roku. Pierwszą stacją radiową, która zaczęła grać ten utwór, była lokalna kanadyjska stacja CFOX-FM.

## Utwór na koncertach
Utwór był grany podczas trasy promującej płytę Curb, rzadziej natomiast pojawiał się na koncertach promujących The State. Grany był przeważnie w pierwszym etapie trwania dwuletniej trasy, w roku 1999. Ostatni raz utwór został zagrany na żywo 9 grudnia 1999 roku podczas koncertu grupy w Mississauga w Kanadzie. Od tamtej pory nie pojawił się na żadnym koncercie.

## Teledysk
Do utworu został nakręcony również teledysk, pierwszy w dorobku zespołu. Klip pomogła zrobić firma Pyramid Productions. Przedstawia on sceny w których widać zespół wykonujący utwór, oraz sceny z kanadyjskiego filmu niezależnego Horsey z roku 1997. Jest to jedyny wideoklip zespołu, w którym wystąpił pierwszy perkusista Brandon Kroeger. Zespół był filmowany w studiu Justice Institute of British Columbia. Premiera teledysku nastąpiła 16 czerwca 1997 roku. Jedynym kanałem telewizyjnym który go emitował była stacja Much Music.

## Lista utworów na singlu
| Nr. |  | Tytuł | Tekst        | Muzyka     | Długość |
| --- |  | ----- | ------------ | ---------- | ------- |
| 1.  |  | "Fly" | Chad Kroeger | Nickelback | 2:54    |
|     |  |       |              |            |         |

## Twórcy
Nickelback
- Chad Kroeger – śpiew, gitara rytmiczna, produkcja
- Ryan Peake – gitara prowadząca, wokal wspierający
- Mike Kroeger – gitara basowa
- Brandon Kroeger – perkusja

Produkcja
- Nagrywany: styczeń-luty 1996 roku w Crosstown Studios w Vancouver
- Producent muzyczny: Chad Kroeger, Larry Anschell, Jeff Boyd
- Miks: Larry Anschell w Turtle Recording Studios
- Mastering: Larry Anschell oraz George Leger w Utopia Parkway
- Inżynier dźwięku: Larry Anschell w Turtle Recording Studios
- Zdjęcia: Mr. Scott
- Aranżacja: Chad Kroeger, Mike Kroeger, Ryan Peake, Brandon Kroeger
- Tekst piosenki: Chad Kroeger
- Management: Amar Management
- Manager: Clyde Hill
- Wytwórnia: Shoreline Records